# 바실 로마첸코
바실 아나톨리요비치 로마첸코(우크라이나어: Васи́ль Анато́лійович Ломаче́нко, 1988년 2월 17일~)는 우크라이나의 권투 선수이다. 아마추어 시절 우크라이나 국가대표 선수로 활약하여 올림픽에서 금메달 2개를 획득했다. 2013년에 프로 선수로 전향했으며 페더급, 슈퍼페더급, 라이트급 세 체급에서 활동하면서 세계 복싱 평의회(WBC), 세계 복싱 협회(WBA), 세계 복싱 기구(WBO) 라이트급 통합 챔피언이 되었다. 
로마첸코는 역대 권투 역사상 가장 성공한 아마추어 권투 선수 중 한 명으로, 396승 1패의 전적 기록을 보유하고 있다. 페더급과 라이트급 부문에서 활약하면서 2008년과 2012년 하계 올림픽에서 금메달, 2007년 세계 선수권 대회 은메달, 2008년 유럽 선수권 대회 금메달, 2009년과 2011년 세계 선수권 대회에서 금메달을 획득했다.
2013년 프로 데뷔한 로마첸코는 3경기 만에 WBO 페더급 세계 챔피언이 되면서 역대 가장 적은 프로 시합을 통해 세계 타이틀을 획득하는 기록을 세웠다. 이후 7경기 만에 WBO 페더급과 슈퍼페더급 2체급 챔피언에 올랐고 12경기 만에 WBA 라이트급 챔피언에 오르면서 3체급 챔피언에 등극하는 기록을 세웠다.